# Pygommatius limbus
Pygommatius limbus är en tvåvingeart som först beskrevs av Scarbrough och Marascia 2003.  Pygommatius limbus ingår i släktet Pygommatius och familjen rovflugor.
Artens utbredningsområde är Zambia. Inga underarter finns listade i Catalogue of Life.